# El continente misterioso
El continente misterioso (italiano: Il continente misterioso) es una novela de aventuras del escritor italiano Emilio Salgari. Fue publicada en Turín en 1894. Forma parte del ciclo menor de Salgari Los dos marineros que narra las aventuras de dos marineros paraguayos: el contramaestre Diego y su compañero Cardozo.
La novela presenta información abundante sobre la geografía, flora, fauna, historia y gentes de Australia; aunque su veracidad puede ser discutible.

## Trama
La novela está ambientada en 1870. Diego, Cardozo y el doctor Álvaro Cristóbal, médico de la Armada Paraguaya, llegan a Australia (el continente misterioso). Desde el lago Torrens, los tres amigos atraviesan el centro de Australia montados a caballo. Llevan las provisiones dentro un carromato de cuatro ruedas tirado por bueyes, el cual es conducido por Niro-Warranga, un aborigen australiano que guía a los paraguayos por el interior de Australia. El objetivo del viaje es hallar a Benito Herrera, un científico paraguayo desaparecido en las cercanías del lago Woods, en el Territorio del Norte, hace unos meses. Durante el trayecto hacia el golfo de Carpentaria, los tres paraguayos sufren diversos peligros, incluyendo ataques de los aborígenes australianos.